# 취유부벽정기
취유부벽정기(醉遊浮碧亭記)는 김시습이 지은 한문 소설집인 금오신화 중의 한 편이다. 개성의 상인인 홍생이 평양의 부벽루에서 선녀가 된 기자(箕子)의 딸을 만나 나라의 흥망과 서로의 사랑에 대하여 시로써 화답하며 놀았다. 새벽에 선녀가 하늘로 올라가자 홍생은 앓아 누웠고 나중에 기자의 딸의 도움으로 하늘로 올라가게 된다.